# Lista de visitas de Estado recebidas por Isabel II do Reino Unido
Esta é uma lista de visitas de Estado recebidas por Isabel II do Reino Unido, desde sua ascensão ao trono dos Reinos da Comunidade de Nações em 1952. Ela geralmente recebia um ou dois chefes de Estado visitantes a cada ano.

## Lista de visitas
| No.            | Data                                  | País                   | Regime         | Convidados                                                                         |
| Década de 1950 | Década de 1950                        | Década de 1950         | Década de 1950 | Década de 1950                                                                     |
| -------------- | ------------------------------------- | ---------------------- | -------------- | ---------------------------------------------------------------------------------- |
| 1              | 28 de junho – 1 de julho de 1954      | Suécia                 | Monarquia      | Rei Gustavo VI Adolfo Rainha Luísa                                                 |
| 2              | 14–16 de outubro de 1954              | Etiópia                | Monarquia      | Imperador Haile Salassie I                                                         |
| 3              | 25–28 de outubro de 1955              | Portugal               | República      | Presidente Francisco Craveiro Lopes Primeira-dama Berta Ribeiro Artur              |
| 4              | 16–19 de julho de 1956                | Iraque                 | Monarquia      | Rei Faiçal II                                                                      |
| 5              | 13–16 de maio de 1958                 | Itália                 | República      | Presidente Giovanni Gronchi Madame Carla Gronchi                                   |
| 6              | 21–23 de outubro de 1958              | Alemanha Ocidental     | República      | Presidente Theodor Heuss                                                           |
| 7              | 5–8 de maio de 1959                   | Irã                    | Monarquia      | Xá Mohammad Reza Pahlavi                                                           |
| Década de 1960 |                                       |                        |                |                                                                                    |
| 8              | 5–8 de abril de 1960                  | França                 | República      | Presidente Charles de Gaulle Madame Yvonne de Gaulle                               |
| 9              | 19–21 de julho de 1960                | Tailândia              | Monarquia      | Rei Bhumibol Adulyadej Rainha Sirikit                                              |
| 10             | 17–20 de outubro de 1960              | Nepal                  | Monarquia      | Rei Mahendra Rainha Ratna                                                          |
| 11             | 10–13 de julho de 1962                | Libéria                | República      | Presidente William Tubman Primeira-dama Antoinette Tubman                          |
| 12             | 16–19 de outubro de 1962              | Noruega                | Monarquia      | Rei Olavo V                                                                        |
| 13             | 14–17 de maio de 1963                 | Bélgica                | Monarquia      | Rei Balduíno I Rainha Fabíola                                                      |
| 14             | 12–23 de junho de 1963                | Índia                  | República      | Presidente Sarvepalli Radhakrishnan                                                |
| 15             | 9–12 de julho de 1963                 | Grécia                 | Monarquia      | Rei Paulo I Rainha Frederica                                                       |
| 16             | 26 de maio – 4 de junho de 1964       | Sudão                  | República      | Presidente Ibrahim Abboud                                                          |
| 17             | 13–17 de julho de 1965                | Chile                  | República      | Presidente Eduardo Frei Montalva Primeira-dama María Ruiz-Tagle Jiménez            |
| 18             | 17–21 de maio de 1966                 | Áustria                | República      | Presidente Franz Jonas Primeira-dama Margarete Jonas                               |
| 19             | 19–28 de julho de 1966                | Jordânia               | Monarquia      | Rei Hussein I Princesa Muna al-Hussein                                             |
| 20             | 17–25 de novembro de 1966             | Paquistão              | República      | Presidente Aiube Cã                                                                |
| 21             | 9–17 de maio de 1967                  | Arábia Saudita         | Monarquia      | Rei Faisal                                                                         |
| 22             | 1–8 de novembro de 1967               | Turquia                | República      | Presidente Cevdet Sunay Primeira-dama Atıfet Sunay                                 |
| 23             | 22–30 de abril de 1969                | Itália                 | República      | Presidente Giuseppe Saragat Madame Ernestina Santacatterina                        |
| 24             | 15–20 de julho de 1969                | Finlândia              | República      | Presidente Urho Kekkonen Primeira-dama Sylvi Kekkonen                              |
| Década de 1970 |                                       |                        |                |                                                                                    |
| 25             | 5–8 de outubro de 1971                | Japão                  | Monarquia      | Imperador Hirohito Imperatriz Kōjun                                                |
| 26             | 7–10 de dezembro de 1971              | Afeganistão            | Monarquia      | Rei Maomé Zair Xá                                                                  |
| 27             | 11–15 de abril de 1972                | Países Baixos          | Monarquia      | Rainha Juliana Príncipe Bernardo                                                   |
| 28             | 13–16 de junho de 1972                | Luxemburgo             | Monarquia      | Grão-duque João Grã-duquesa Josefina Carlota                                       |
| 29             | 24–27 de outubro de 1972              | Alemanha Ocidental     | República      | Presidente Gustav Heinemann Madame Hilda Heinemann                                 |
| 30             | 3–6 de abril de 1973                  | México                 | República      | Presidente Luis Echeverría Primeira-dama María Esther Zuno                         |
| 31             | 12–15 de junho de 1973                | Nigéria                | República      | General Yakubu Gowon Primeira-dama Victoria Gowon                                  |
| 32             | 11–14 de dezembro de 1973             | Zaire                  | República      | Presidente Mobutu Sese Seko Primeira-dama Marie-Antoinette Mobutu                  |
| 33             | 30 de abril – 3 de maio de 1974       | Dinamarca              | Monarquia      | Rainha Margarida II Príncipe Henrique                                              |
| 34             | 9–12 de julho de 1974                 | Malásia                | Monarquia      | Yang di-Pertuan Agong Abdul Halim de Quedá Raja Permaisuri Agong Sultanah Bahiyah  |
| 35             | 8–11 de julho de 1975                 | Suécia                 | Monarquia      | Rei Carlos XVI Gustavo                                                             |
| 36             | 18–21 de novembro de 1975             | Tanzânia               | República      | Presidente Julius Nyerere                                                          |
| 37             | 4–7 de maio de 1976                   | Brasil                 | República      | Presidente Ernesto Geisel Primeira-dama Lucy Geisel                                |
| 38             | 22–25 de junho de 1976                | França                 | República      | Presidente Valéry Giscard d'Estaing Madame Anne-Aymone Giscard d'Estaing           |
| 39             | 13–16 de junho de 1978                | Romênia                | República      | Presidente Nicolae Ceaușescu Primeira-dama Elena Ceaușescu                         |
| 40             | 14–17 de novembro de 1978             | Portugal               | República      | Presidente António Ramalho Eanes Primeira-dama Manuela Ramalho Eanes               |
| 41             | 12–15 de junho de 1979                | Quénia                 | República      | Presidente Daniel Toroitich arap Moi                                               |
| 42             | 13–16 de novembro de 1979             | Indonésia              | República      | Presidente Suharto Primeira-dama Siti Hartinah                                     |
| Década de 1980 |                                       |                        |                |                                                                                    |
| 43             | 18–21 de novembro de 1980             | Nepal                  | Monarquia      | Rei Birendra Rainha Aishwarya                                                      |
| 44             | 17–20 de março de 1981                | Nigéria                | República      | Presidente Shehu Shagari                                                           |
| 45             | 9–12 de junho de 1981                 | Arábia Saudita         | Monarquia      | Rei Khalid                                                                         |
| 46             | 16–19 de março de 1982                | Omã                    | Monarquia      | Sultão Qabus bin Said Al Said                                                      |
| 47             | 16–19 de novembro de 1982             | Países Baixos          | Monarquia      | Rainha Beatriz Príncipe Claus                                                      |
| 48             | 22–25 de março de 1983                | Zâmbia                 | República      | Presidente Kenneth Kaunda Primeira-dama Betty Kaunda                               |
| 49             | 10–13 de abril de 1984                | Bahrain                | Monarquia      | Emir Xeique Isa bin Sulman al-Khalifa                                              |
| 50             | 23–26 de outubro de 1984              | França                 | República      | Presidente François Mitterrand Madame Danielle Mitterrand                          |
| 51             | 16–19 de abril de 1985                | Malawi                 | República      | Presidente Hastings Banda                                                          |
| 52             | 11–14 de junho de 1985                | México                 | República      | Presidente Miguel de la Madrid Primeira-dama Paloma Cordero                        |
| 53             | 12–15 de novembro de 1985             | Catar                  | Monarquia      | Emir Xeique Khalifa bin Hamad Al Thani                                             |
| 54             | 22–25 de abril de 1986                | Espanha                | Monarquia      | Rei Juan Carlos I Rainha Sofia                                                     |
| 55             | 1–4 de julho de 1986                  | Alemanha Ocidental     | República      | Presidente Richard von Weizsäcker Madame Marianne von Weizsäcker                   |
| 56             | 24–27 de março de 1987                | Arábia Saudita         | Monarquia      | Rei Fahd                                                                           |
| 57             | 14–17 de julho de 1987                | Marrocos               | Monarquia      | Rei Hassan II                                                                      |
| 58             | 12–15 de abril de 1988                | Noruega                | Monarquia      | Rei Olavo V                                                                        |
| 59             | 12–15 de julho de 1988                | Turquia                | República      | Presidente Kenan Evren                                                             |
| 60             | 8–11 de novembro de 1988              | Senegal                | República      | Presidente Abdou Diouf Primeira-dama Elizabeth Diouf                               |
| 61             | 9–12 de maio de 1989                  | Nigéria                | República      | Presidente Ibrahim Babangida Primeira-dama Maryam Babangida                        |
| 62             | 18–21 de julho de 1989                | Emirados Árabes Unidos | Monarquia      | Xeique Zayed bin Sultan al Nahayan                                                 |
| Década de 1990 |                                       |                        |                |                                                                                    |
| 63             | 3–6 de abril de 1990                  | Índia                  | República      | Presidente Ramaswamy Venkataraman Primeira-dama Janaki Venkataraman                |
| 64             | 23–26 de outubro de 1990              | Itália                 | República      | Presidente Francesco Cossiga                                                       |
| 65             | 23–26 de abril de 1991                | Polônia                | República      | Presidente Lech Wałęsa Primeira-dama Danuta Wałęsa                                 |
| 66             | 23–26 de julho de 1991                | Egito                  | República      | Presidente Hosni Mubarak Primeira-dama Suzanne Mubarak                             |
| 67             | 3–6 de novembro de 1992               | Brunei                 | Monarquia      | Sultão Hassanal Bolkiah Rainha Saleha                                              |
| 68             | 27–30 de abril de 1993                | Portugal               | República      | Presidente Mário Soares Primeira-dama Maria Barroso                                |
| 69             | 9–12 de novembro de 1993              | Malásia                | Monarquia      | Yang di-Pertuan Agong Azlan Shah de Peraque Primeiro-Ministro Mahathir bin Mohamad |
| 70             | 17–20 de maio de 1994                 | Zimbabwe               | República      | Presidente Robert Mugabe                                                           |
| 71             | 5–8 de julho de 1994                  | Noruega                | Monarquia      | Rei Haroldo V Rainha Sônia                                                         |
| 72             | 23–26 de maio de 1995                 | Kuwait                 | Monarquia      | Emir Xeique Jaber Al-Ahmad Al-Sabah                                                |
| 73             | 17–20 de outubro de 1995              | Finlândia              | República      | Presidente Martti Ahtisaari Primeira-dama Eeva Ahtisaari                           |
| 74             | 14–17 de maio de 1996                 | França                 | República      | Presidente Jacques Chirac Madame Bernadette Chirac                                 |
| 75             | 9–12 de julho de 1996                 | África do Sul          | República      | Presidente Nelson Mandela                                                          |
| 76             | 25–28 de fevereiro de 1997            | Israel                 | República      | Presidente Ezer Weizman Madame Reuma Weizman                                       |
| 77             | 2–5 de dezembro de 1997               | Brasil                 | República      | Presidente Fernando Henrique Cardoso Primeira-dama Ruth Cardoso                    |
| 78             | 26–29 de maio de 1998                 | Japão                  | Monarquia      | Imperador Akihito Imperatriz Michiko                                               |
| 79             | 27–31 de outubro de 1998              | Argentina              | República      | Presidente Carlos Menem Zulema Menem, filha do presidente                          |
| 80             | 1–4 de dezembro de 1998               | Alemanha               | República      | Presidente Roman Herzog Madame Christiane Herzog                                   |
| 81             | 22–25 de junho de 1999                | Hungria                | República      | Presidente Árpád Göncz Primeira-dama Zsuzsanna Göncz                               |
| 82             | 19–22 de outubro de 1999              | China                  | República      | Presidente Jiang Zemin Madame Wang Yeping                                          |
| Década de 2000 |                                       |                        |                |                                                                                    |
| 83             | 16–18 de fevereiro de 2000            | Dinamarca              | Monarquia      | Rainha Margarida II Príncipe Henrique                                              |
| 84             | 12–15 de junho de 2001                | África do Sul          | República      | Presidente Thabo Mbeki Primeira-dama Zanele Dlamini Mbeki                          |
| 85             | 6–9 de novembro de 2001               | Jordânia               | Monarquia      | Rei Abdullah II Rainha Rania                                                       |
| 86             | 24–27 de junho de 2003                | Rússia                 | República      | Presidente Vladimir Putin Primeira-dama Lyudmila Putina                            |
| 87             | 18–21 de novembro de 2003             | Estados Unidos         | República      | Presidente George W. Bush Primeira-dama Laura Bush                                 |
| 88             | 5–7 de maio de 2004                   | Polônia                | República      | Presidente Aleksander Kwaśniewski Primeira-dama Jolanta Kwaśniewska                |
| 89             | 1–3 de dezembro de 2004               | Coreia do Sul          | República      | Presidente Roh Moo-hyun Primeira-dama Kwon Yang-sook                               |
| 90             | 15–17 de março de 2005                | Itália                 | República      | Presidente Carlo Ciampi Madame Franca Ciampi                                       |
| 91             | 8–10 de novembro de 2005              | China                  | República      | Presidente Hu Jintao Sra. Liu Yongqing                                             |
| 92             | 7–9 de março de 2006                  | Brasil                 | República      | Presidente Luiz Inácio Lula da Silva Primeira-dama Marisa Letícia Lula da Silva    |
| 93             | 13–15 de março de 2007                | Gana                   | República      | Presidente John Kufuor Primeira-dama Theresa Kufuor                                |
| 94             | 30 de outubro – 1 de novembro de 2007 | Arábia Saudita         | Monarquia      | Rei Abdullah                                                                       |
| 95             | 26–27 de março de 2008                | França                 | República      | Presidente Nicolas Sarkozy Madame Carla Bruni                                      |
| 96             | 30 de março – 2 de abril de 2009      | México                 | República      | Presidente Felipe Calderón Primeira-dama Margarita Zavala                          |
| 97             | 27–29 de outubro de 2009              | Índia                  | República      | Presidente Pratibha Patil Primeiro-cavalheiro Devisingh Ransingh Shekhawat         |
| Década de 2010 |                                       |                        |                |                                                                                    |
| 98             | 2–5 de março de 2010                  | África do Sul          | República      | Presidente Jacob Zuma Primeira-dama Thobeka Mabhija Zuma                           |
| 99             | 25–28 de outubro de 2010              | Catar                  | Monarquia      | Emir Xeique Hamad bin Khalifa Al Thani Xeica Mozah bint Nasser al-Missned          |
| 100            | 24–26 de maio de 2011                 | Estados Unidos         | República      | Presidente Barack Obama Primeira-dama Michelle Obama                               |
| 101            | 22–24 de novembro de 2011             | Turquia                | República      | Presidente Abdullah Gül Primeira-dama Hayrünnisa Gül                               |
| 102            | 31 de outubro – 3 de novembro de 2012 | Indonésia              | República      | Presidente Susilo Bambang Yudhoyono Primeira-dama Ani Yudhoyono                    |
| 103            | 27–29 de novembro de 2012             | Kuwait                 | Monarquia      | Emir Xeique Sabah Al-Ahmad Al-Jaber Al-Sabah                                       |
| 104            | 30 de abril – 1 de maio de 2013       | Emirados Árabes Unidos | Monarquia      | Xeique Khalifa bin Zayed al Nahyan                                                 |
| 105            | 5–7 de novembro de 2013               | Coreia do Sul          | República      | Presidente Park Geun-hye                                                           |
| 106            | 8–11 de abril de 2014                 | Irlanda                | República      | Presidente Michael Higgins Senhora Sabina Higgins                                  |
| 107            | 21–24 de outubro de 2014              | Singapura              | República      | Presidente Tony Tan Primeira-dama Mary Tan                                         |
| 108            | 3–5 de março de 2015                  | México                 | República      | Presidente Enrique Peña Nieto Primeira-dama Angélica Rivera                        |
| 109            | 20–23 de outubro de 2015              | China                  | República      | Presidente Xi Jinping Madame Peng Liyuan                                           |
| 110            | 1–3 de novembro de 2016               | Colômbia               | República      | Presidente Juan Manuel Santos Primeira-dama María Clemencia Rodríguez              |
| 111            | 12–14 de julho de 2017                | Espanha                | Monarquia      | Rei Filipe VI Rainha Letícia                                                       |
| 112            | 23–24 de outubro de 2018              | Países Baixos          | Monarquia      | Rei Guilherme Alexandre Rainha Máxima                                              |
| 113            | 3–5 de junho de 2019                  | Estados Unidos         | República      | Presidente Donald Trump Primeira-dama Melania Trump                                |

## Países que fizeram visitas de Estado
| País                   | Visitas de Estado | Notas                                             |
| ---------------------- | ----------------- | ------------------------------------------------- |
| Afeganistão            | 1                 | Monarquia abolida em 1973                         |
| África do Sul          | 3                 |                                                   |
| Alemanha               | 4                 |                                                   |
| Arábia Saudita         | 4                 |                                                   |
| Argentina              | 1                 |                                                   |
| Áustria                | 1                 |                                                   |
| Bahrain                | 1                 |                                                   |
| Bélgica                | 1                 |                                                   |
| Brasil                 | 3                 |                                                   |
| Brunei                 | 1                 |                                                   |
| Catar                  | 2                 |                                                   |
| Chile                  | 1                 |                                                   |
| China                  | 3                 |                                                   |
| Colômbia               | 1                 |                                                   |
| Coreia do Sul          | 2                 |                                                   |
| Dinamarca              | 2                 |                                                   |
| Egito                  | 1                 |                                                   |
| Emirados Árabes Unidos | 2                 |                                                   |
| Espanha                | 2                 |                                                   |
| Estados Unidos         | 3                 |                                                   |
| Etiópia                | 1                 | Monarquia abolida em 1975                         |
| Finlândia              | 2                 |                                                   |
| França                 | 5                 |                                                   |
| Gana                   | 1                 |                                                   |
| Grécia                 | 1                 | Monarquia abolida em 1973                         |
| Hungria                | 1                 |                                                   |
| Índia                  | 3                 |                                                   |
| Indonésia              | 2                 |                                                   |
| Irã                    | 1                 | Monarquia abolida em 1979                         |
| Iraque                 | 1                 | Monarquia abolida em 1958                         |
| Irlanda                | 1                 |                                                   |
| Israel                 | 1                 |                                                   |
| Itália                 | 4                 |                                                   |
| Japão                  | 2                 |                                                   |
| Jordânia               | 2                 |                                                   |
| Kuwait                 | 2                 |                                                   |
| Libéria                | 1                 |                                                   |
| Luxemburgo             | 1                 |                                                   |
| Malásia                | 2                 |                                                   |
| Malawi                 | 1                 |                                                   |
| Marrocos               | 1                 |                                                   |
| México                 | 4                 |                                                   |
| Nepal                  | 2                 | Monarquia abolida em 2008                         |
| Nigéria                | 3                 |                                                   |
| Noruega                | 3                 |                                                   |
| Omã                    | 1                 |                                                   |
| Países Baixos          | 3                 |                                                   |
| Paquistão              | 1                 |                                                   |
| Polônia                | 2                 |                                                   |
| Portugal               | 3                 |                                                   |
| Quénia                 | 1                 |                                                   |
| Romênia                | 1                 |                                                   |
| Rússia                 | 1                 |                                                   |
| Senegal                | 1                 |                                                   |
| Singapura              | 1                 |                                                   |
| Sudão                  | 1                 |                                                   |
| Suécia                 | 2                 |                                                   |
| Tanzânia               | 1                 |                                                   |
| Tailândia              | 1                 |                                                   |
| Turquia                | 3                 |                                                   |
| Zaire                  | 1                 | Atualmente chamado República Democrática do Congo |
| Zâmbia                 | 1                 |                                                   |
| Zimbabwe               | 1                 |                                                   |